# 西洋館
西洋館（せいようかん）とは、開国から第二次世界大戦までの時代に、日本で建設された、西洋の建築様式を用いた建物である。主として住宅を指す。洋館や洋風建築ともいう。なお、神戸では、幕末期から明治期に建築された西洋館を「異人館」と呼び、大正期から戦前昭和期に建築された西洋館を「洋館」と呼んで区別している。

## 様々な西洋館
居留地建築など
長崎、横浜、神戸など外国人の居留地には、外国人の住宅（異人館）、事務所、学校、教会などが建設され、従来の日本とは異質な街並みが生まれた。これらは外国から技師・技術者が来て建設したものだけでなく、日本人の職人にデザインなどを指示して建設したものもある。
擬洋風建築
居留地建築に刺激を受けた日本の大工棟梁は、見よう見まねで西洋のデザインを採り入れた事務所、ホテル、学校などを建設した。伝統的な職人の技術をベースに洋風要素を採り入れたこれらのものを擬洋風建築と呼ぶ。
外国人技師の建築
お雇い外国人の指導により建設された工場、都市建築などがある。銀座煉瓦街、富岡製糸場などはその代表的なものである。
日本人建築家の作品
お雇い外国人ジョサイア・コンドルが日本人にはじめて本格的・体系的な建築教育を行い、辰野金吾らの日本人建築家を育成した。正規の教育を受けた建築家が中心になり、ヨーロッパの建築様式を採りいれ、官庁や事務所、住宅などの西洋館が建設されるようになった（東京駅など規模の大きなものは西洋館とは呼びにくいが、建築ガイド本などで総称して含める場合もある）。
上記のような西洋館に刺激されて、次第に各地域でも地元の職人による西洋館が建てられるようになった。写真館や病院・医院、学校などでは西洋風のデザインが好まれた。
明治以降の社会でも、一般的な住居は和風建築であった。一部の政治家や実業家などで、進んで西洋風の生活スタイルを採り入れるために西洋館を建設したものもいるが、天井が高く、開放性が低い西洋館の造りは四季の気温の変化が大きく多雨多湿の日本の風土とは必ずしも適合しない面があった。
阪神間の富裕層が多く暮らした芦屋では、来客を応接する洋館と、主人や家族が生活する日本家屋を組み合わせた邸宅が多く建てられた。地元の研究者である福嶋忠嗣はこれらを「和洋館」と分類している。滋賀県を中心に活動していた建築家ウィリアム・メレル・ヴォーリズの作品が手本になったというが、太平洋戦争時の空襲と、阪神・淡路大震災の被害でほとんど現存していない。
伝統的な和風住宅が圧倒的な時代に造られた西洋館には、エキゾチックなイメージと怪しげな雰囲気が醸し出され、しばしば探偵小説などの舞台になった（黒死館殺人事件など）。

## 西洋館時代の終結
第二次世界大戦が終わると、生活スタイルは急激に変化し、住宅の形式も大きく変わった。西洋風の様式と、過去の様式を否定するモダニズム建築の影響も受けながら、日本の風土に合わせて工夫された、非伝統的なスタイルの住宅が、伝統的な和風住宅よりも優勢になってきた。欧米化が普及した今日、西洋風の外見で和室のない住宅であっても、西洋館と呼ぶことはない。和風住宅が一般的であった時代にあえて洋風の住まいを建てたからこそ、西洋館という呼び方をしたのだと考えられる。